# 7-я флотилия подводных лодок кригсмарине
7-я флотилия подводных лодок кригсмарине — подразделение военно-морского флота нацистской Германии. Седьмая флотилия стала самым результативным подразделением кригсмарине: в её составе служили такие асы-подводники как Отто Кречмер, Эрих Топп, Йоахим Шепке, Гюнтер Прин.

## История
Седьмая флотилия подводного флота Третьего рейха получила название «Вегенер» и была создана 25 июня 1938 года в Киле под командованием корветтен-капитана Эрнста Собе. Своё имя флотилия получила в честь подводника времён Первой мировой войны капитан-лейтенанта Бернда Вегенера, потопившего в 10 походах 29 кораблей и ставшего широко известным после Баролонгского инцидента 19 августа 1915 года, когда британский корабль-приманка  HMS Baralong потопив U-27 расстрелял десять выживших подводников. Инцидент получил тогда широкую огласку и привёл к потоку критики в адрес британцев. Первой перебазировавшейся в Сен-Назер подлодкой стала U-46, пришедшая туда 29 сентября 1940 года. В августе 1944 года 7-я флотилия была расформирована в связи с переводом субмарин в Норвегию, вызванным наступлением союзников. Однако, крепость Сен-Назер оставалась в руках немецких войск до конца войны. U-255, под командованием Адольфа Пининга последней покинула Сен-Назер, выйдя в поход 7 мая 1945 года и сдавшись через 5 дней в руки союзников в открытом море.

## Состав
В разные годы через 7-ю флотилию прошли 111 подводных лодок, в том числе
| Тип        | Количество |
| ---------- | ---------- |
| VII-B      | 19         |
| VII-C      | 89         |
| VII-C / 41 | 1          |
| трофейные  | 1 (U-A)    |

## Командиры
| Время                        | Командующий флотилией                                      |
| ---------------------------- | ---------------------------------------------------------- |
| июнь 1938 — декабрь 1939     | корветтен-капитан Эрнст Собе;                              |
| январь 1940 — май 1940       | корветтен-капитан Ганс-Рудольф Рёзинг;                     |
| май 1940 — сентябрь 1940     | капитан-лейтенант Герберт Солер (исполняющий обязанности); |
| сентябрь 1940 — февраль 1944 | корветтен-капитан Герберт Солер;                           |
| март 1944 — май 1945         | корветтен-капитан Адольф-Корнелиус Пининг.                 |